# Jessica McDonald
Jessica McDonald (Phoenix (Arizona), 28 februari 1988) is een Amerikaans internationaal voetbalspeelster. Zij komt uit voor Racing Louisville FC en speelt in de National Women's Soccer League.

## Statistieken
| Seizoen | Club                   | Land      | Competitie | Wedstrijden | Doelpunten |
| ------- | ---------------------- | --------- | ---------- | ----------- | ---------- |
| 2016    | Western New York Flash | Nederland | NWSL       | 21          | 10         |
| 2017    | North Carolina Courage | USA       | NWSL       | 21          | 4          |
| 2018    | North Carolina Courage | USA       | NWSL       | 25          | 10         |
| 2019    | North Carolina Courage | USA       | NWSL       | 16          | 6          |
| 2020    | North Carolina Courage | USA       | NWSL       | –           | –          |
| 2021    | North Carolina Courage | USA       | NWSL       | –           | –          |
| 2022    | Racing Louisville FC   | USA       | NWSL       | –           | –          |
| Totaal  | Totaal                 | Totaal    | Totaal     | –           | –          |

Laatste update: maart 2020

## Interlands
McDonald speelde haar eerste wedstrijd voor het Amerikaans voetbalelftal in november 2016. In november 2018 scoorde ze haar eerste goal voor het nationale team.

## Privé
Jessica's broer Brandon McDonald is ook professioneel voetbalspeler.